# Koboltenhof
Koboltenhof ist ein Wohnplatz in der Gemeinde Gramzow im Landkreis Uckermark (Brandenburg). Er wurde zwischen 1827 und 1835 durch das Amt Gramzow auf der Feldmark Gramzow als Heidevorwerk angelegt.

## Lage
Der Wohnplatz liegt rund 3 km südwestlich des Ortskerns von Gramzow an der kleinen Verbindungsstraße (K7318) zwischen Blankenburg und Meichow auf der Gemarkung Neumeichow. Nur wenig westlich liegt der Große Rathsburgsee, südwestlich der Düsterbruch, nordöstlich der Große Kuhsee und nördlich der Kleine Kuhsee. Der Wohnplatz Koboltenhof liegt auf etwa 65 m ü. NHN.

## Geschichte
Das Vorwerk Koboltenhof wurde zwischen 1827 und 1835 vom Amt Gramzow auf der Feldmark von Gramzow neu angelegt. Das Vorwerk wurde zunächst nur als Heidevorwerk ohne eigenen Namen bezeichnet. Die genaue Herkunft des Namens Koboltenhof ist nicht bekannt. Er ist ziemlich sicher von Kobold = Hausgeist, Naturgeist abgeleitet. Eventuell käme auch ein Personennachname in Frage. Doch warum das Vorwerk ausgerechnet diesen Namen bekam, ließ sich nicht ermitteln.
1840 bestand das Vorwerk aus einem Wohnhaus und Wirtschaftsgebäuden; das Vorwerk hatte sechs Bewohner. Eduard Messow gibt in seiner 1846 erschienenen Arbeit dann acht Einwohner für das Vorwerk an. Nach der 1861 erschienenen Arbeit von Richard Boeckh Ortschafts-Statistik des Regierungs-Bezirks Potsdam mit der Stadt Berlin (Stand 1858) wurden im gesamten Gutsbezirk Gramzow 134 Personen in 11 Wohnhäusern gezählt; hinzu kamen 23 Wirtschaftsgebäude im Gutsbezirk. In dieser Arbeit ist der Name Koboltenhof erstmals erwähnt (Koboltenhof oder Heidevorwerk). Separate Zahlen für den Koboltenhof sind aber nicht ausgewiesen.
Riehl und Scheu (1861) nennen für Koboltenhof zwei Wohnhäuser und 25 Einwohner. 1868 wurden 14 Morgen der zu Koboltenhof gehörenden Fläche zum zukünftigen Neubau der Oberförsterei Gramzow abgetreten. 1868 umfasste das Vorwerk Koboltenhof (auch Heidevorwerk) 409 (Kleine Magdeburger) Morgen 172 Quadratruten Acker, 48 Morgen 59 Quadratruten Wiesen, 72 Quadratruten Hof- und Baustellen und 12 Morgen unbrauchbares Land, insgesamt 470 Morgen 123 Quadratruten (entspricht in etwa 120 ha).
1871 lebten nun in den zwei Wohnhäusern 18 Menschen. Lehnerdt gibt 1881 für das Vorwerk Koboltenhof sogar 31 Einwohner an. In Meyers Orts und Verkehrs-Lexikon Des Deutschen Reichs. Band 1. sind schließlich 29 Einwohner genannt.
1927 wurden 359 Morgen des zum Koboltenhof gehörenden Areals an die Gemeinde Neu-Meichow verpachtet. Anscheinend gab es 1932 Pläne, das Vorwerk aufzuteilen und neue Bauernhöfe zu schaffen.
| Jahr      | 1840 | 1861 | 1871 | 1881 | 1912 | 1925 |
| Einwohner | 10   | 25   | 18   | 31   | 29   | 13   |

## Kommunale Geschichte
Zur Zeit der Gründung des Vorwerkes gehörte das Heidevorwerk zum Amt Gramzow im Kreis Angermünde der Provinz Brandenburg. Innerhalb des Amtes Gramzow gehörte es zum Gutsbezirk Gramzow, der erst 1928 aufgelöst und zum größeren Teil mit der Gemeinde Gramzow vereinigt wurde. Der Koboltenhof ohne den Großen Kuhsee und den forstfiskalischen Besitz wurde dagegen mit der Gemeinde Neu-Meichow vereinigt.
Mit der Kreisreform von 1952 in der damaligen DDR wurde Gramzow mit dem Wohnplatz Koboldtenhof dem Kreis Prenzlau im Bezirk Neubrandenburg überwiesen. 1973 wurde Neumeichow in die Gemeinde Meichow eingegliedert. 1977 war Neumeichow ein Ortsteil von Meichow. Mit der politischen Wende wurde 1990 das Land Brandenburg neu begründet. 1992 schloss sich Meichow mit seinem Ortsteil Neumeichow und dem Wohnplatz Koboltenhof dem 1992 neu begründeten Amt Gramzow an. In der Kreisreform von 1993 wurde der Kreis Prenzlau zusammen mit den Kreisen Angermünde und Templin zum Landkreis Uckermark vereinigt. Zum 31. Dezember 2001 schlossen sich Gramzow, Lützlow und Meichow des Amtes Gramzow und der Gemeinde Polßen (Amt Angermünde-Land) zur neuen Gemeinde Gramzow zusammen. Seitdem ist Meichow ein Ortsteil der Gemeinde Gramzow, Neumeichow und Koboltenhof haben den Status eines Wohnplatzes in der Gemeinde Gramzow.

## Archäologische Bedeutung
In unmittelbarer Nähe des Koboltenhof liegt bzw. lag ein archäologisch bedeutendes Gräberfeld der Spätlatènezeit. Es wurde von einer Kiesgrube angeschnitten und dadurch wohl weitgehend zerstört. Einige Funde wurde vom damaligen Gutsbesitzer J. O. von der Hagen auf Schmiedeberg gesammelt. Sie wurden im Zweiten Weltkrieg weitgehend zerstört. Zeichnungen und Reste des Fundmaterials wurden schließlich 1954 von Klaus Raddatz publiziert.
120 Meter südwestlich des Koboltenhof wurden beim Ziehen eines Grabens eine Herdstelle mit verglühten Steinen gefunden. In der Nähe wurden slawische Scherbenfunde gemacht, die überwiegend der Menkendorfer Gruppe zugeordnet werden konnten.

## Tourismus
Durch Koboltenhof führen der Wallpfad Uckermark und die Radwege: Gutsherren-Radtour, Museums-Radtour und Uckermärkischer Radrundweg.